# Elif Elmas
Elif Elmas (tiếng Macedonia: Елиф Елмас; sinh ngày 24 tháng 9 năm 1999) là một cầu thủ bóng đá chuyên nghiệp người Macedonia thi đấu ở vị trí tiền vệ cho câu lạc bộ Bundesliga Leipzig và đội tuyển quốc gia Bắc Macedonia.

## Sự nghiệp câu lạc bộ

### FK Rabotnički và Fenerbahçe
Elmas bắt đầu sự nghiệp của mình tại FK Rabotnički ở quê hương Macedonia. Sau một mùa giải nổi bật với 6 bàn thắng trong giải đấu và giúp Rabotnički đạt vị trí thứ ba trong Giải vô địch bóng đá Macedonia vào mùa giải 2016-17, anh đã gia nhập Fenerbahçe - một trong những đội bóng lớn nhất của Thổ Nhĩ Kỳ - với một thỏa thuận kéo dài đến năm 2022 và được Fenerbahçe trả 300.000 euro cho anh ta. Tiền vệ tấn công này đã ghi được 4 bàn thắng trong hơn 40 trận đấu cho Fenerbahçe trong tất cả các giải đấu trước khi chuyển đến Italia vào tháng 7 năm 2019.

### Napoli
Vào ngày 24 tháng 7 năm 2019, câu lạc bộ Serie A S.S.C. Napoli tuyên bố ký hợp đồng với Elmas từ Fenerbahçe. Thỏa thuận được cho là trị giá 16 triệu euro, có thể tăng lên đến 19 triệu euro với các khoản thưởng bao gồm một điều khoản phí bán lại trị giá 1,5 triệu euro. Anh bị kỷ luật bởi câu lạc bộ mới của mình sau khi nói chuyện với phóng viên trong khi đang ở nước ngoài tham dự đội tuyển quốc gia vào tháng 11 năm 2019 vì đã vi phạm lệnh truyền thông của câu lạc bộ.
Elmas ghi bàn thắng đầu tiên cho Napoli vào ngày 3 tháng 2 năm 2020 để giúp đội giành chiến thắng 4-2 trước Sampdoria và đảm bảo chiến thắng thứ ba liên tiếp của họ trong tất cả các cuộc thi.
Vào ngày 19 tháng 12 năm 2021, Elmas đã ghi bàn thắng giành chiến thắng cho Napoli trong trận đấu sát nút trên sân của AC Milan, đưa đội lên vị trí thứ hai trong Serie A.

## Thống kê sự nghiệp

### Câu lạc bộ
Tính đến ngày 4 tháng 6 năm 2023.
| Câu lạc bộ          | Mùa giải            | Giải đấu                | Giải đấu | Giải đấu | Cúp quốc gia | Cúp quốc gia | Châu Âu | Châu Âu | Khác | Khác | Tổng cộng | Tổng cộng |
| Câu lạc bộ          | Mùa giải            | Hạng                    | Trận     | Bàn      | Trận         | Bàn          | Trận    | Bàn     | Trận | Bàn  | Trận      | Bàn       |
| ------------------- | ------------------- | ----------------------- | -------- | -------- | ------------ | ------------ | ------- | ------- | ---- | ---- | --------- | --------- |
| Rabotnički          | 2015–16             | Macedonian First League | 11       | 1        | –            | –            | –       | –       | –    | –    | 11        | 1         |
| Rabotnički          | 2016–17             | Macedonian First League | 33       | 6        | 0            | 0            | 2       | 1       | –    | –    | 35        | 7         |
| Rabotnički          | Tổng cộng           | Tổng cộng               | 44       | 7        | 0            | 0            | 2       | 1       | –    | –    | 46        | 8         |
| Fenerbahçe          | 2017–18             | Süper Lig               | 5        | 0        | 2            | 0            | –       | –       | –    | –    | 7         | 0         |
| Fenerbahçe          | 2018–19             | Süper Lig               | 29       | 4        | 2            | 0            | 9       | 0       | –    | –    | 40        | 4         |
| Fenerbahçe          | Tổng cộng           | Tổng cộng               | 34       | 4        | 4            | 0            | 9       | 0       | –    | –    | 47        | 4         |
| Napoli              | 2019–20             | Serie A                 | 26       | 1        | 5            | 0            | 5       | 0       | –    | –    | 36        | 1         |
| Napoli              | 2020–21             | Serie A                 | 33       | 2        | 4            | 1            | 6       | 0       | 1    | 0    | 44        | 3         |
| Napoli              | 2021–22             | Serie A                 | 37       | 3        | 1            | 0            | 8       | 4       | –    | –    | 46        | 7         |
| Napoli              | 2022–23             | Serie A                 | 36       | 6        | 1            | 0            | 10      | 0       | –    | –    | 47        | 6         |
| Napoli              | Tổng cộng           | Tổng cộng               | 132      | 12       | 11           | 1            | 29      | 4       | 1    | 0    | 173       | 17        |
| Tổng cộng sự nghiệp | Tổng cộng sự nghiệp | Tổng cộng sự nghiệp     | 209      | 23       | 15           | 1            | 39      | 5       | 1    | 0    | 265       | 29        |

### Quốc tế
Tính đến ngày 12 tháng 9 năm 2023.
| Đội tuyển quốc gia | Năm       | Trận | Bàn |
| ------------------ | --------- | ---- | --- |
| Bắc Macedonia      |           |      |     |
| 2017               | 3         | 0    |     |
| 2018               | 5         | 0    |     |
| 2019               | 10        | 4    |     |
| 2020               | 4         | 0    |     |
| 2021               | 15        | 5    |     |
| 2022               | 9         | 0    |     |
| 2023               | 6         | 3    |     |
| Tổng cộng          | Tổng cộng | 52   | 12  |

Tính đến ngày 12 tháng 9 năm 2023.
Bàn thắng và kết quả của Bắc Macedonia được để trước.
| #  | Ngày                 | Địa điểm                                  | Số trận | Đối thủ       | Bàn thắng | Kết quả | Giải đấu                      |
| -- | -------------------- | ----------------------------------------- | ------- | ------------- | --------- | ------- | ----------------------------- |
| 1  | 21 tháng 3 năm 2019  | Toše Proeski Arena, Skopje, Bắc Macedonia | 9       | Latvia        | 2–0       | 3–1     | Vòng loại UEFA Euro 2020      |
| 2  | 21 tháng 3 năm 2019  | Toše Proeski Arena, Skopje, Bắc Macedonia | 9       | Latvia        | 3–1       | 3–1     | Vòng loại UEFA Euro 2020      |
| 3  | 10 tháng 10 năm 2019 | Toše Proeski Arena, Skopje, Bắc Macedonia | 15      | Slovenia      | 1–0       | 2–1     | Vòng loại UEFA Euro 2020      |
| 4  | 10 tháng 10 năm 2019 | Toše Proeski Arena, Skopje, Bắc Macedonia | 15      | Slovenia      | 2–0       | 2–1     | Vòng loại UEFA Euro 2020      |
| 5  | 28 tháng 3 năm 2021  | Toše Proeski Arena, Skopje, Bắc Macedonia | 24      | Liechtenstein | 4–0       | 5–0     | Vòng loại FIFA World Cup 2022 |
| 6  | 31 tháng 3 năm 2021  | MSV-Arena, Duisburg, Đức                  | 25      | Đức           | 2–1       | 2–1     | Vòng loại FIFA World Cup 2022 |
| 7  | 1 tháng 6 năm 2021   | Toše Proeski Arena, Skopje, Bắc Macedonia | 26      | Slovenia      | 1–0       | 1–1     | Giao hữu                      |
| 8  | 14 tháng 11 năm 2021 | Toše Proeski Arena, Skopje, Bắc Macedonia | 37      | Iceland       | 2–1       | 3–1     | Vòng loại FIFA World Cup 2022 |
| 9  | 14 tháng 11 năm 2021 | Toše Proeski Arena, Skopje, Bắc Macedonia | 37      | Iceland       | 3–1       | 3–1     | Vòng loại FIFA World Cup 2022 |
| 10 | 23 tháng 3 năm 2023  | Toše Proeski Arena, Skopje, Bắc Macedonia | 47      | Malta         | 1–0       | 2–1     | Vòng loại UEFA Euro 2024      |
| 11 | 16 tháng 6 năm 2023  | Toše Proeski Arena, Skopje, Bắc Macedonia | 49      | Ukraina       | 2–0       | 2–3     | Vòng loại UEFA Euro 2024      |
| 12 | 12 tháng 9 năm 2023  | Sân vận động Quốc gia, Ta' Qali, Malta    | 52      | Malta         | 1–0       | 2–0     | Vòng loại UEFA Euro 2024      |